# Sistema conjugado
Na química, um sistema conjugado é um sistema de orbitais π conectados com elétrons deslocalizados em uma molécula, o que geralmente reduz a energia geral da molécula e aumenta a estabilidade. É representado convencionalmente como tendo ligações simples e múltiplas alternadas. Pares isolados (não-ligantes), radicais ou íons carbênio podem fazer parte do sistema, que pode ser cíclico, acíclico, linear ou misto. O termo "conjugado" foi cunhado em 1899 pelo químico alemão Johannes Thiele. [1]
Conjugação é a sobreposição de um orbital p com outro através de uma ligação σ interveniente (em metais de transição, d orbitais podem estar envolvidos). [2] [3]
Um sistema conjugado possui uma região de orbitais p sobrepostos, fazendo a ponte entre os locais interjacentes que diagramas simples ilustram como não tendo uma ligação π. Eles permitem uma deslocalização de elétrons π em todos os orbitais p alinhados adjacentes. [4] Os elétrons π não pertencem a uma única ligação ou átomo, mas a um grupo de átomos.
Os maiores sistemas conjugados são encontrados em grafeno, grafite, polímeros condutores e nanotubos de carbono.

## Ligação química em sistemas conjugados

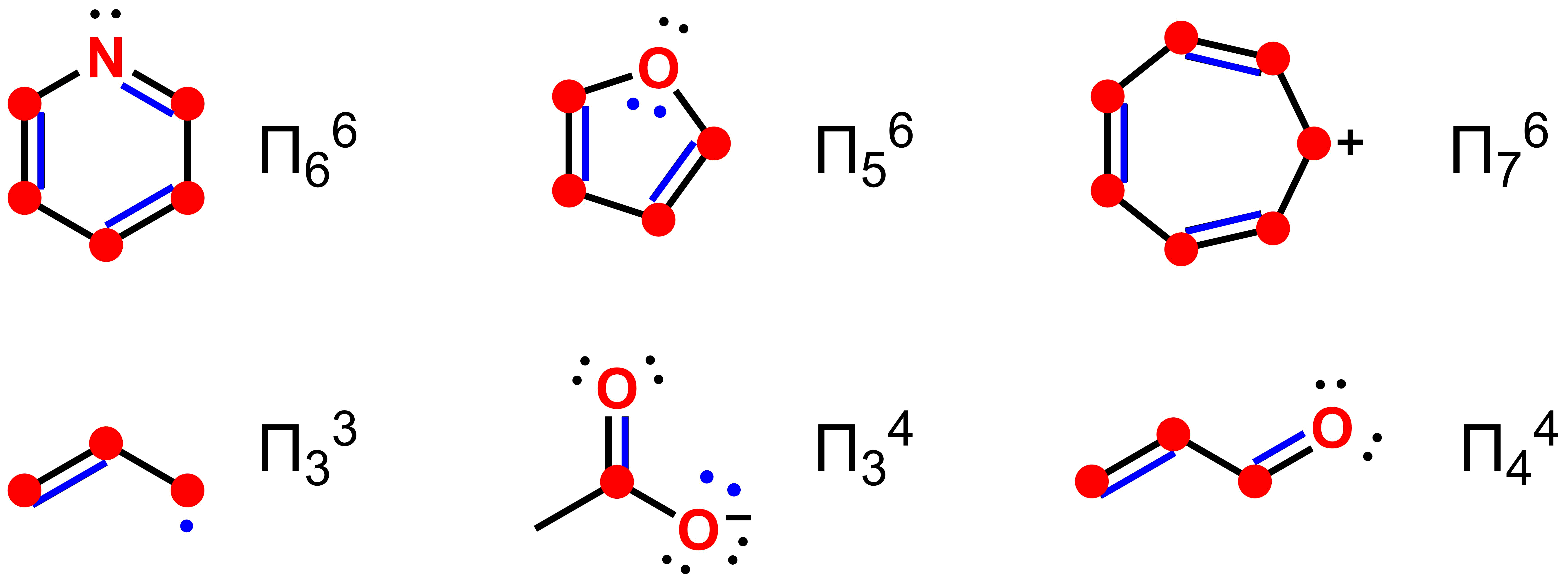
Alguns exemplos prototípicos de espécies com ligação deslocalizada. Linha superior: piridina, furano, cátion tropílico. Segunda fila: radical alil, íon acetato, acroleína. Os átomos envolvidos estão em vermelho forte, enquanto os elétrons envolvidos na ligação deslocalizada estão em azul. (Atenção especial deve ser dada ao envolvimento ou não envolvimento de elétrons "não ligados".)

A conjugação é possível por meio de ligações simples e duplas alternadas nas quais cada átomo fornece um orbital p perpendicular ao plano da molécula. No entanto, essa não é a única maneira de ocorrer a conjugação. Enquanto cada átomo contíguo de uma cadeia tiver um orbital p disponível, o sistema poderá ser considerado conjugado. Por exemplo, furan é um anel de cinco membros com duas ligações duplas alternadas, flanqueando um oxigênio em um anel de cinco membros. O oxigênio tem dois pares isolados, um dos quais ocupa um orbital p perpendicular ao anel nessa posição, mantendo assim a conjugação desse anel de cinco membros sobrepondo-se ao orbital p perpendicular em cada um dos átomos de carbono adjacentes. O outro par solitário permanece no plano e não participa da conjugação.

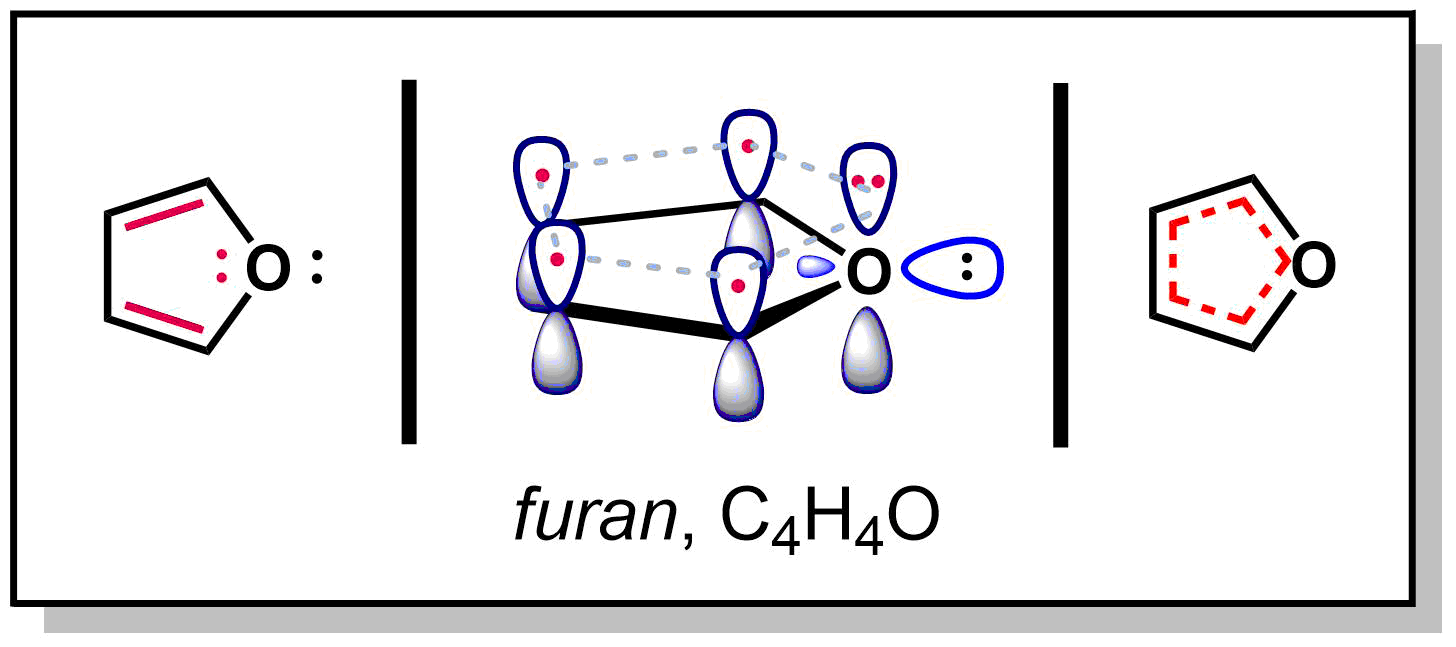
O sistema π de furanos e pares solitários. Observe que um dos pares solitários de oxigênio participa da conjugação em um orbital p, enquanto o outro par solitário está em um orbital hibridado com sp2 no plano da molécula e não faz parte do sistema π. A participação de seis elétrons no sistema π torna o furano aromático (veja abaixo).

Em geral, qualquer carbono ou heteroátomo sp2 ou sp-hibridizado, incluindo aqueles portadores de um orbital vazio ou orbital de par solitário, pode participar de sistemas conjugados, embora pares solitários nem sempre participem de um sistema conjugado. Por exemplo, na piridina, o átomo de nitrogênio já participa do sistema conjugado através de uma ligação dupla formal com um carbono adjacente, de modo que o par solitário permanece no plano do anel em um orbital híbrido sp2 e não participa da conjugação. Um requisito para a conjugação é a sobreposição orbital; assim, o sistema conjugado deve ser plano (ou quase). Como conseqüência, pares solitários que participam de sistemas conjugados ocuparão orbitais de caráter p puro em vez de orbitais híbridos spn típicos para pares solitários não conjugados.
Um modelo comum para o tratamento de moléculas conjugadas é um tratamento composto por ligação de valência / teoria orbital molecular de Hückel (VB / HMOT), no qual a estrutura σ da molécula é separada do sistema π (ou sistemas) da molécula (consulte a seção artigo sobre os modelos sigma-pi e orbital equivalente para este modelo e um tratamento alternativo). Embora a ligação σ também possa ser tratada usando uma abordagem deslocalizada, geralmente é a ligação π que está sendo considerada quando a ligação deslocalizada é invocada no contexto de moléculas orgânicas simples.
Estrutura Sigma (σ): A estrutura σ é descrita por um esquema de ligação estritamente localizado e consiste em ligações σ formadas a partir das interações entre os orbitais atômicos sp3-, sp2- e sp-hibridizados nos principais elementos do grupo (e 1s orbitais atômicos). hidrogênio), juntamente com pares isolados localizados derivados de orbitais híbridos cheios e sem ligação. A interação que resulta na ligação σ assume a forma de sobreposição frente a frente do lobo maior de cada orbital híbrido (ou o único lobo esférico de um orbital 1s de hidrogênio). Cada orbital atômico contribui com um elétron quando os orbitais se sobrepõem aos pares para formar ligações σ de dois elétrons, ou dois elétrons quando o orbital constitui um par solitário. Esses orbitais localizados (ligação e não ligação) estão todos localizados no plano da molécula, com ligações σ localizadas principalmente entre os núcleos ao longo do eixo internuclear.
Sistema (s) Pi (π): Ortogonal à estrutura σ descrita acima, a ligação π ocorre acima e abaixo do plano da molécula onde a ligação σ ocorre. O (s) sistema (s) da molécula é formado pela interação de orbitais atômicos p não hibridados em átomos empregando hibridação sp2 e sp. A interação que resulta na ligação π ocorre entre os orbitais p adjacentes em virtude de uma ligação σ que une os átomos e assume a forma de sobreposição de lado a lado dos dois lobos igualmente grandes que compõem cada orbital p. Os átomos que são hibridizados com sp3 não têm um orbital p não hibridizado disponível para participação na ligação π e sua presença necessariamente termina um sistema π ou separa dois sistemas π. Um orbital p base que participa de um sistema π pode contribuir com um elétron (que corresponde a metade de uma "ligação dupla" formal), dois elétrons (que correspondem a um "par solitário" deslocalizado) ou zero elétrons (que corresponde a um orbital formalmente "vazio"). A ligação para sistemas π formados a partir da sobreposição de mais de dois orbitais p é tratada usando a abordagem de Hückel para obter uma aproximação de ordem zerótica (qualitativa) dos orbitais moleculares de simetria π que resultam da ligação π deslocalizada.
Esse modelo simples de ligação química é bem-sucedido para a descrição da maioria das moléculas de valência normal, consistindo apenas de elementos do bloco s e p, embora os sistemas que envolvem ligação deficiente em elétrons, incluindo carbocações não clássicas, aglomerados de lítio e boro e centros hipervalentes exijam modificações significativas nas quais as ligações σ também podem se deslocalizar e talvez sejam melhor tratadas com orbitais moleculares canônicos que são deslocalizados sobre toda a molécula. Da mesma forma, os organometálicos do bloco d e f também são descritos inadequadamente por este modelo simples. As ligações em pequenos anéis tensos (como ciclopropano ou epóxido) não são bem descritas por uma separação σ / π estrita, pois a ligação entre átomos no anel consiste em "ligações dobradas" ou "ligações banana" que são curvadas para fora e são intermediárias em natureza entre as ligações σ e π. No entanto, os químicos orgânicos freqüentemente usam a linguagem desse modelo para racionalizar a estrutura e a reatividade dos compostos orgânicos típicos.
Os elétrons nos sistemas π conjugados são compartilhados por todos os átomos sp2 e hibridizados adjacentes que contribuem com orbitais atômicos paralelos p sobrepostos. Como tal, os átomos e os elétrons π envolvidos se comportam como um grande sistema ligado. Esses sistemas são frequentemente referidos como 'ligações n-n-centro-elétron-k', denotadas compactamente pelo símbolo Πkn, para enfatizar esse comportamento. Por exemplo, diz-se que os elétrons π deslocalizados no ânion acetato e benzeno estão envolvidos em Π43 e Π66 sistemas, respectivamente (consulte o artigo sobre ligação de quatro elétrons de três centros). É importante reconhecer que, de um modo geral, essas ligações multicêntricas correspondem à ocupação de vários orbitais moleculares (MOs) com graus variados de caráter de ligação ou não-ligação (o preenchimento de orbitais com caráter anti-ligação é incomum). Cada um deles é ocupado por um ou dois elétrons, de acordo com o princípio de aufbau e com a regra de Hund. Desenhos animados mostrando orbitais p sobrepostos, como o do benzeno abaixo, mostram a base p dos orbitais atômicos antes de serem combinados para formar orbitais moleculares. De acordo com o princípio de exclusão de Pauli, a sobreposição de orbitais p não resulta na formação de um MO grande contendo mais de dois elétrons.
A teoria Hückel MO é uma abordagem comumente usada para obter uma imagem de ordem zero de orbitais moleculares π deslocalizados, incluindo o sinal matemático da função de onda em várias partes da molécula e a localização dos planos nodais. É particularmente fácil aplicar hidrocarbonetos conjugados e fornece uma aproximação razoável desde que a molécula seja considerada plana com boa sobreposição de orbitais p.

### Energia de estabilização
A estimativa quantitativa da estabilização a partir da conjugação é notoriamente controversa e depende das suposições implícitas que são feitas ao comparar sistemas ou reações de referência. A energia de estabilização é conhecida como energia de ressonância, quando formalmente definida como a diferença de energia entre as espécies químicas reais e as espécies hipotéticas que apresentam ligações π localizadas que correspondem à forma de ressonância mais estável. [5] Essa energia não pode ser medida, e uma definição precisa aceita pela maioria dos químicos provavelmente permanecerá ilusória. No entanto, algumas declarações gerais podem ser feitas. Em geral, a estabilização é mais significativa para sistemas catiônicos que sistemas neutros. Para o buta-1,3-dieno, uma medida bruta de estabilização é a energia de ativação para rotação da ligação C2-C3. Isso coloca a estabilização da ressonância em torno de 6 kcal / mol. [6] A comparação de aquecimentos de hidrogenação de 1,4-pentadieno e 1,3-pentadieno estima um valor ligeiramente mais modesto de 3,5 kcal / mol. [7] Para comparação, o alilation possui uma barreira de rotação da fase gasosa de cerca de 38 kcal / mol, [8] uma penalidade muito maior por perda de conjugação. A comparação das afinidades de íons hidreto do cátion propil e alil, corrigidas para efeitos indutivos, resulta em uma estimativa consideravelmente mais baixa da energia de ressonância em 20–22 kcal / mol. [9] No entanto, é claro que a conjugação estabiliza o cátion alil em uma extensão muito maior que o buta-1,3-dieno. Em contraste com o efeito geralmente menor da conjugação neutra, a estabilização aromática pode ser considerável. As estimativas para a energia de ressonância do benzeno variam entre 36 e 73 kcal / mol. [10]

### Generalizações e conceitos relacionados
A homoconjugação enfraquece o caráter de ligação dupla da ligação C = O, resultando em uma frequência IR mais baixa.
Existem também outros tipos de interações que generalizam a ideia de interação dos orbitais p em um sistema conjugado. O conceito de hiperconjugação sustenta que certas ligações σ também podem se deslocalizar em um orbital desocupado baixo de um sistema π ou em um orbital p desocupado. A hiperconjugação é comumente invocada para explicar a estabilidade de radicais e carbocações substituídos por alquil. A hiperconjugação é menos importante para espécies nas quais todos os átomos atendem à regra do octeto, mas um estudo computacional recente apóia a hiperconjugação como a origem do aumento da estabilidade de alcenos com maior grau de substituição (regra de Zaitsev). [11]
A homoconjugação [12] é uma sobreposição de dois sistemas π separados por um grupo não conjugador, como CH2. Exemplos inequívocos são comparativamente raros em sistemas neutros, devido a um benefício energético comparativamente menor que é facilmente substituído por uma variedade de outros fatores; no entanto, são comuns em sistemas catiônicos nos quais um grande benefício energético pode ser derivado da deslocalização de carga positiva (consulte o artigo sobre homoaromaticidade para obter detalhes.) [13] Os sistemas neutros geralmente requerem geometrias restritas que favorecem a interação para produzir graus significativos de homoconjugação. [14] No exemplo abaixo, as frequências de estiramento de carbonila dos espectros de IV dos respectivos compostos demonstram homoconjugação, ou falta dela, nas moléculas neutras do estado fundamental.
Devido ao caráter π parcial das ligações formalmente σ em um anel ciclopropano, também foram obtidas evidências de transmissão de "conjugação" através de ciclopropanos. [15]
Dois sistemas π alinhados adequadamente, cujas extremidades se encontram em ângulos retos, podem se envolver em spiroconjugação. [16]

### Compostos cíclicos conjugados
Base π orbitais de benzeno.
Orbitais moleculares do benzeno π de acordo com a teoria de Hückel. Orbitais moleculares são freqüentemente descritos como combinações lineares de orbitais atômicos, cujos coeficientes são indicados aqui pelo tamanho e sombreamento dos lobos orbitais.
Os compostos cíclicos podem ser parcial ou completamente conjugados. Os anulenos, hidrocarbonetos monocíclicos completamente conjugados, podem ser aromáticos, não aromáticos ou antiaromáticos.

### Compostos aromáticos
Os compostos que possuem um sistema conjugado planar monocíclico contendo (4n + 2) π-elétrons para números inteiros n são aromáticos e exibem uma estabilidade incomum. O exemplo clássico do benzeno possui um sistema de seis π elétrons, que, juntamente com o anel planar das ligações C – C σ contendo 12 elétrons e as ligações radiais C – H σ contendo seis elétrons, formam o anel benzeno termodinamicamente e cineticamente estável, o comum núcleo dos compostos aromáticos benzenoides. Para o próprio benzeno, existem duas estruturas de Lewis contribuintes conjugadas equivalentes (as chamadas estruturas de Kekulé) que predominam. [17] [18] A verdadeira estrutura eletrônica é, portanto, uma combinação mecânica quântica (híbrido de ressonância) desses contribuintes, o que resulta nas ligações C-C observadas experimentalmente, que são intermediárias entre ligações simples e duplas e com força e comprimento iguais. Na imagem orbital molecular, os seis orbitais atômicos do benzeno combinam-se para dar seis orbitais moleculares. Três desses orbitais, que se encontram em energias mais baixas que o orbital p isolado e, portanto, têm caráter líquido (um orbital molecular está fortemente ligado, enquanto os outros dois têm energia igual, mas em menor grau) são ocupados por seis elétrons , enquanto três orbitais desestabilizados de caráter antibonding geral permanecem desocupados. O resultado é uma forte estabilização termodinâmica e aromática cinética. Ambos os modelos descrevem anéis de densidade de elétrons π acima e abaixo da estrutura das ligações C – C σ.

### Compostos não aromáticos e antiaromáticos
Nem todos os compostos com ligações duplas e simples alternadas são aromáticos. O ciclooctatetraeno, por exemplo, possui ligações simples e duplas alternadas. A molécula adota tipicamente uma conformação "tub". Como os orbitais p da molécula não se alinham bem nesta molécula não-plana, as ligações π são essencialmente isoladas e não conjugadas. A falta de conjugação permite que a molécula de 8 π elétrons evite a antiaromaticidade, um efeito desestabilizador associado a sistemas conjugados cíclicos contendo 4n π (n = 0, 1, 2, ...) elétrons. Esse efeito é devido à colocação de dois elétrons em dois orbitais degenerados (ou quase não) da molécula, que, além de reduzir drasticamente a estabilização termodinâmica da deslocalização, forçariam a molécula a assumir caráter diradical tripleto, ou faça com que ele sofra distorção de Jahn-Teller para aliviar a degeneração. Isso tem o efeito de aumentar bastante a reatividade cinética da molécula. Como o efeito é tão desfavorável, o ciclooctatetraeno assume uma conformação não-plana e é de caráter não-aromático, comportando-se como um alceno típico. Em contraste, verificou-se que os derivados da dicação e do dióxido de ciclooctatetraeno são planares experimentalmente, de acordo com a previsão de que são sistemas aromáticos estabilizados com 6 e 10 π elétrons, respectivamente. Como a antiaromaticidade é uma propriedade que as moléculas tentam evitar sempre que possível, acredita-se que apenas algumas espécies observadas experimentalmente sejam antiaromáticas. O cátion ciclobutadieno e o ciclopentadienil são comumente citados como exemplos de sistemas antiaromáticos.

### Em pigmentos
Em um sistema pi conjugado, os elétrons são capazes de capturar certos fótons à medida que ressoam ao longo de uma certa distância dos orbitais p - semelhante à maneira como uma antena de rádio detecta fótons ao longo de seu comprimento. Tipicamente, quanto mais conjugado (mais longo) for o sistema pi, mais longo será o comprimento de onda do fóton. Em outras palavras, com cada ligação dupla adjacente adicionada que vemos em um diagrama de moléculas, podemos prever que o sistema terá menos probabilidade de absorver a luz amarela (parecer mais vermelha aos nossos olhos) e mais probabilidade de absorver a luz vermelha (parecer mais amarelo a nossos olhos). [19]
Muitos corantes usam sistemas de elétrons conjugados para absorver a luz visível, dando origem a cores fortes. Por exemplo, a longa cadeia de hidrocarbonetos conjugados no beta-caroteno leva à sua forte cor laranja. Quando um elétron no sistema absorve um fóton de luz no comprimento de onda correto, ele pode ser promovido para um nível de energia mais alto. Um modelo simples dos níveis de energia é fornecido pelo problema da mecânica quântica de uma partícula unidimensional em uma caixa de comprimento L, representando o movimento de um elétron π ao longo de uma longa cadeia conjugada de átomos de carbono. Neste modelo, a menor energia de absorção possível corresponde à diferença de energia entre o maior orbital molecular ocupado (HOMO) e o menor orbital molecular não ocupado (LUMO). Para uma cadeia de ligações n C = C ou 2n átomos de carbono no estado fundamental molecular, existem 2n π elétrons ocupando n orbitais moleculares, de modo que a diferença de energia é [20]

{\displaystyle E_{n+1}-E_{n}={(2n+1)\hbar ^{2}\pi ^{2} \over 2mL^{2}}}
Como o comprimento da caixa L aumenta aproximadamente linearmente com o número de ligações C = C n, isso significa que a energia ΔE de um fóton absorvida na transição HOMO-LUMO é aproximadamente proporcional a 1 / n. O comprimento de onda do fóton λ = hc / ΔE é então aproximadamente proporcional a n. Embora este modelo seja muito aproximado, λ geralmente aumenta com n (ou L) para moléculas semelhantes. Por exemplo, os comprimentos de onda de absorção HOMO – LUMO para butadieno, hexatrieno e octatetraeno conjugados são 217 nm, 252 nm e 304 nm, respectivamente. [21] No entanto, para uma boa concordância numérica da partícula em um modelo de caixa com experimento, as alternâncias de comprimento de ligação simples / ligação dupla dos polienos devem ser levadas em consideração. [22] Como alternativa, pode-se usar o método Hückel, que também é projetado para modelar a estrutura eletrônica de sistemas conjugados.
Muitas transições eletrônicas em sistemas π conjugados são de um orbital molecular (MO) predominantemente ligado a um MO predominantemente antibonding (π a π *), mas elétrons de pares solitários não ligados também podem ser promovidos a um sistema π MO (n para π *), como costuma acontecer em complexos de transferência de carga. Uma transição de HOMO para LUMO é feita por um elétron, se permitido pelas regras de seleção para transições eletromagnéticas. Sistemas conjugados com menos de oito ligações duplas conjugadas absorvem apenas na região ultravioleta e são incolores para o olho humano. Com cada ligação dupla adicionada, o sistema absorve fótons com maior comprimento de onda (e menor energia), e o composto varia de amarelo a vermelho. Os compostos que são azuis ou verdes normalmente não dependem apenas de ligações duplas conjugadas.
Essa absorção de luz do espectro ultravioleta ao visível pode ser quantificada usando espectroscopia ultravioleta-visível e forma a base de todo o campo da fotoquímica.
Sistemas conjugados que são amplamente utilizados para pigmentos e corantes sintéticos são compostos de diazo e azo e compostos de ftalocianina.

### Cromóforos
Os sistemas conjugados formam a base dos cromóforos, que são partes que absorvem a luz de uma molécula que pode causar a coloração de um composto. Tais cromóforos estão frequentemente presentes em vários compostos orgânicos e algumas vezes presentes em polímeros coloridos ou com brilho no escuro. Os cromóforos geralmente consistem em uma série de ligações conjugadas e / ou sistemas de anéis, comumente aromáticos, que podem incluir ligações C – C, C = C, C = O ou N = N.

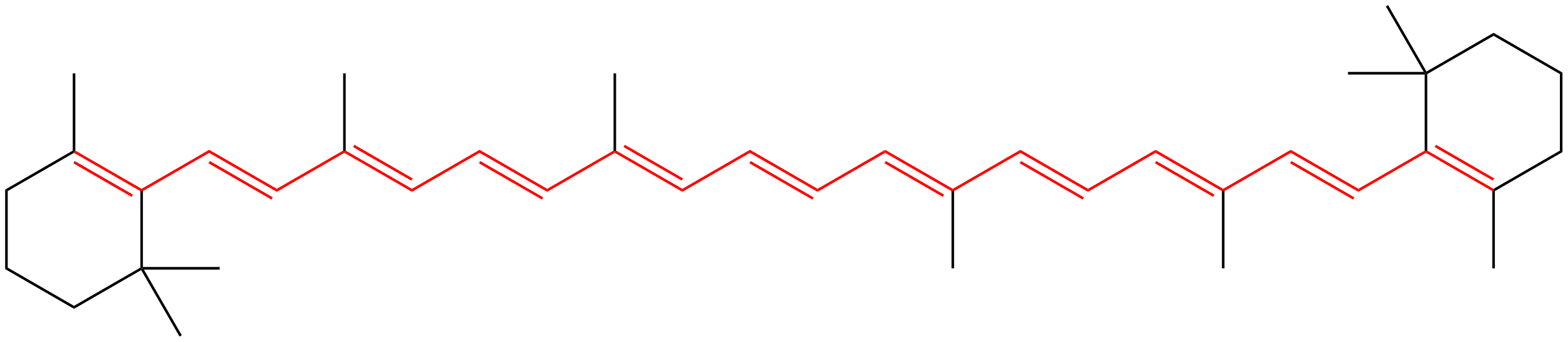
sistema conjugado no beta-caroteno